# Mercedes Grand-Prix
La Mercedes Grand-Prix est une voiture de sport produite par Daimler-Motoren-Gesellschaft de 1906 à 1914 sous la marque Mercedes.

## Historique
Pour la saison de course automobile de 1906, Wilhelm Maybach, concepteur en chef de la Daimler-Motoren-Gesellschaft (DMG), prévoyait d’utiliser pour la première fois un moteur de course à six cylindres afin de laisser derrière lui les succès modérés des années précédentes et de retirer enfin le moteur quatre cylindres à commande par interrupteur qui était utilisé depuis 1903.
Dans une interview accordée à l’ « Allgemeine Automobil-Zeitung » dans son numéro du 3 décembre 1905, Maybach avait fait l’éloge des avantages du moteur six cylindres dans les voitures de course, même s’il était par ailleurs plutôt sceptique quant à ce nombre de cylindres.
Conceptuellement, le moteur de course était basé sur un moteur de navire de 300 ch/221 kW avec vingt cylindres, que Maybach avait conçu quatre ans plus tôt pour la marine russe. Il avait été soutenu par le talentueux designer d’origine russe Boris Loutzky .
Avec un alésage de 140 mm et une course de 120 mm, Maybach est resté fidèle à une conception surcarrée. Malgré l’impressionnante cylindrée totale de 11,1 litres, le moteur avait un certain plaisir à tourner. Le vilebrequin allongé a sept roulements. Le moteur six cylindres avait une puissance de pointe de 125 ch/88 kW à 1500 tr/min et une puissance continue de 108 ch/78 kW à 1400 tr/min. La vitesse la plus élevée était de 1550 tours par minute. Le couple le plus élevé de 17 mkg a été atteint à 920 tr/min.
Le conseil d’administration de DMG, mais aussi Emil Jellinek, a trouvé le moteur trop audacieux et a exigé un design plus conservateur, que Paul Daimler a livré avec un design carré avec un alésage de 140 mm et une course de 140 mm. Le moteur de 12,9 litres avec un ancien allumage arraché rivalisait avec le moteur Maybach moderne. Ainsi, pour 1906, il a été décidé de construire trois véhicules avec moteur Maybach et deux véhicules avec moteur Paul Daimler.

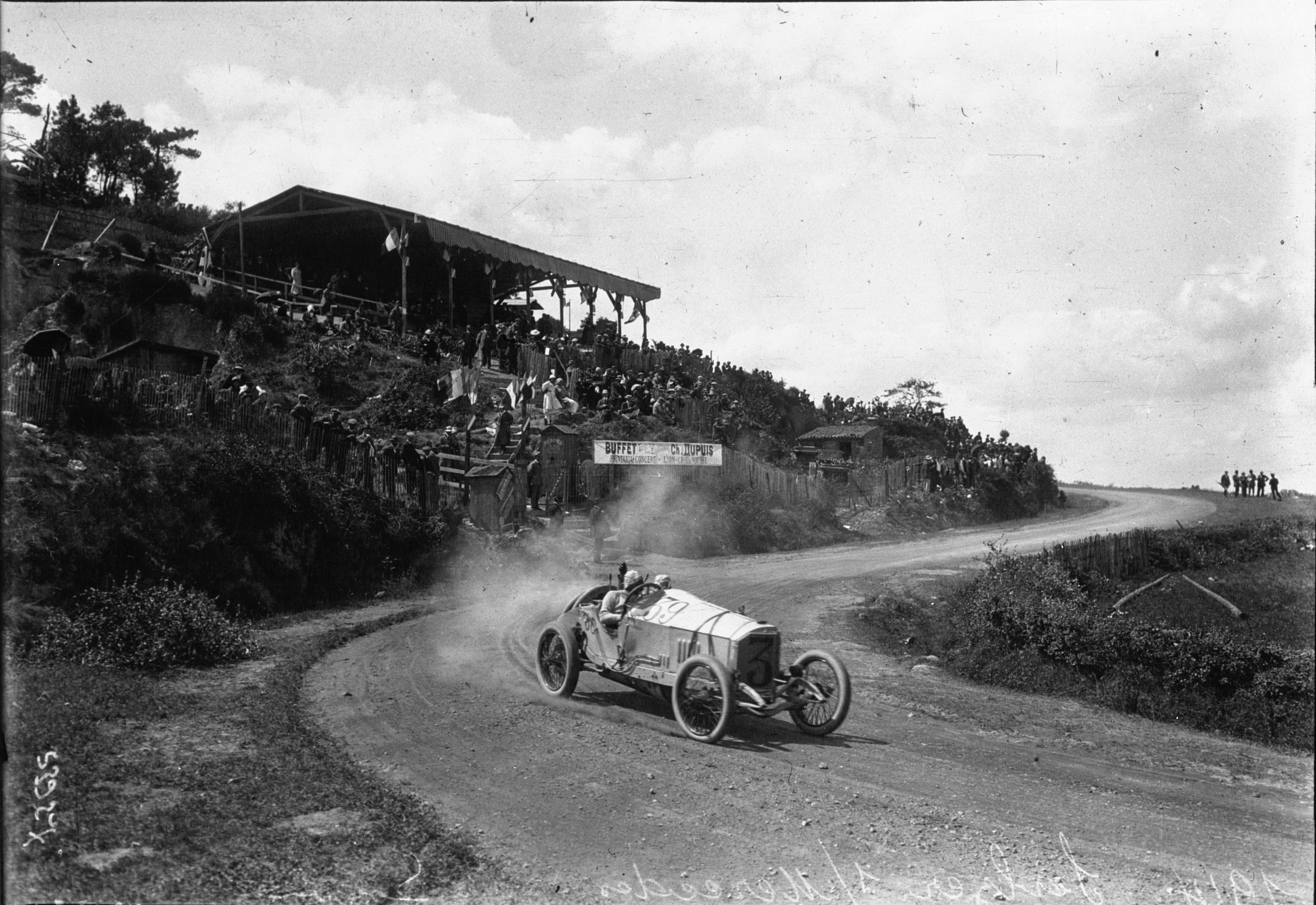
La Grand-Prix de 1914
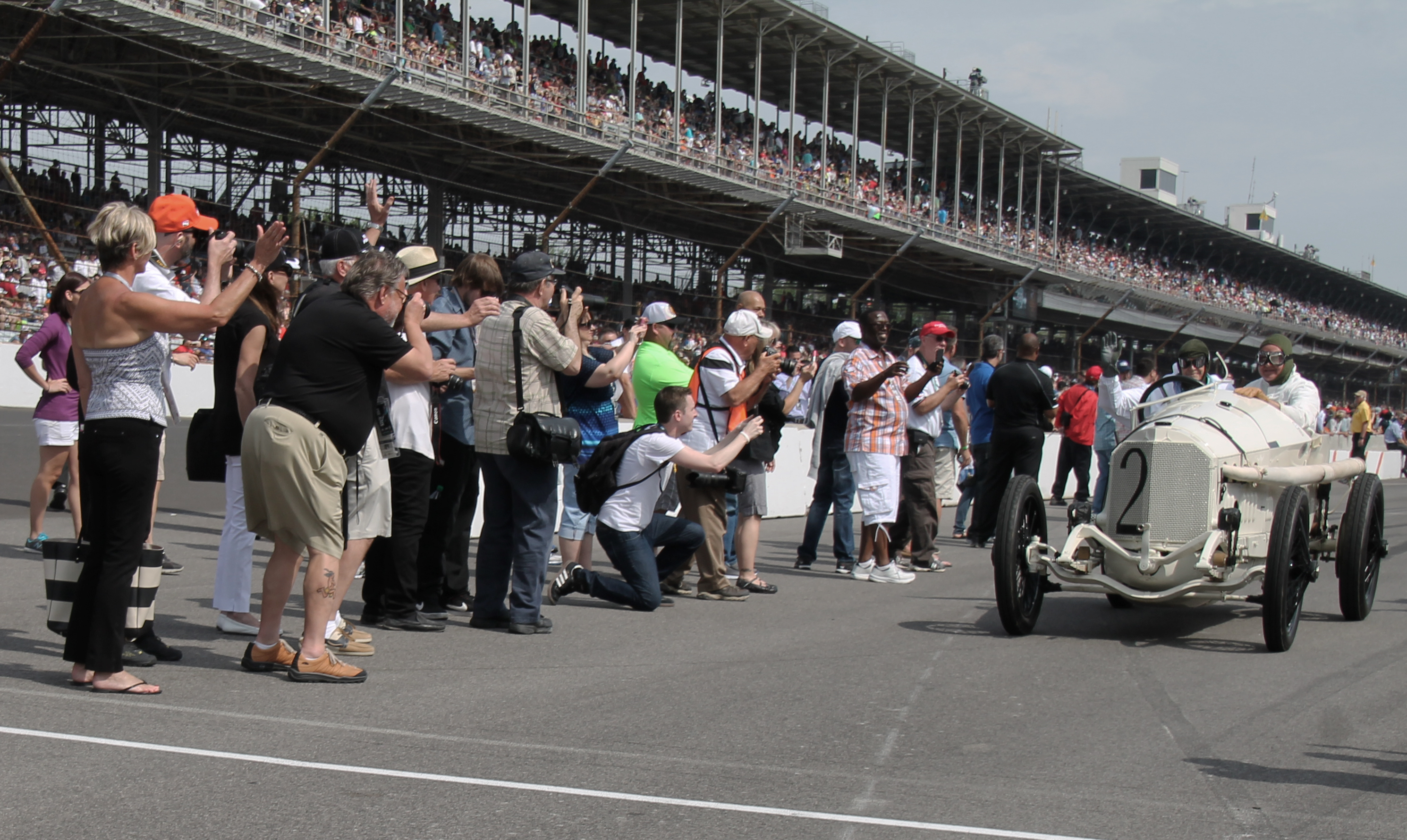
La Grand-Prix à Indianapolis 500 en 2015

## Chiffres de production Mercedes Grand Prix
| Année                                         | 1906 | total |
| --------------------------------------------- | ---- | ----- |
| Mercedes Grand Prix 11,1 Litre (Maybach)      | 3    | 3     |
| Mercedes Grand Prix 12,9 Litre (Paul Daimler) | 2    | 2     |